# Cosso Cornélio Lêntulo (cônsul em 25)
Cosso Cornélio Lêntulo (em latim: Cossus Cornelius Lentulus) foi um senador romano da gente Cornélia eleito cônsul em 25 com Marco Asínio Agripa. Era filho de Cosso Cornélio Lêntulo, cônsul em 1 a.C., e irmão de Cneu Cornélio Lêntulo Getúlico, cônsul em 26.

## Carreira e família
Imediatamente depois do consulado, Cosso foi nomeado governador da Germânia Superior, onde permaneceu até 30.
Cosso Cornélio Lêntulo, cônsul em 60, era seu filho.